# Ellel
Ellel – wieś w Anglii, w hrabstwie Lancashire, w dystrykcie Lancaster. Leży 70 km na północny zachód od miasta Manchester i 330 km na północny zachód od Londynu. W 2001 miejscowość liczyła 2521 mieszkańców.